# Ichijinsha
Ichijinsha (株式会社一迅社?, Kabushiki-gaisha Ichijinsha) è una casa editrice giapponese fondata nell'agosto 1992 che pubblica libri, riviste e manga. Da ottobre 2016 è diventata una sussidiaria di Kōdansha.

## Storia
Nacque con il nome di "Studio DNA" con l'intento di modificare dei manga shōnen, ma nel gennaio 1998, lo Studio DNA divenne una compagnia pubblica con lo scopo di pubblicare materiale. Nel dicembre del 2001, nacque una compagnia chiamata Issaisha, che pubblicava la rivista manga "Monthly Comic Zero Sum". Nel marzo del 2005 lo Studio DNA e la Issaisha si unirono nell'attuale compagnia "Ichijinsha".

## Riviste pubblicate
- Chara Mel
- Comic Rex
- Comic Yuri Hime
  - Comic Yuri Hime S
- Manga 4-koma Kings Palette
- Monthly Comic Zero Sum
  - Comic Zero Sum Zōkan Ward